# El Cartel Records
El Cartel Records (anteriormente Los Cangris Music, Inc. y El Cartel Productions) es una compañía discográfica estadounidense fundanda el 26 de agosto de 1997 por el cantante puertorriqueño Daddy Yankee, del cual es su sello principal. En su inicio fue un sello totalmente independiente, pero tras lanzar Barrio fino, el primer álbum de éxito comercial de Daddy Yankee, comenzaron a trabajar en esta discográfica demás artistas como Tempo, De la Ghetto, entre otros.

## Historia

### 1997-1999: El Cartel/Guatauba
En el año 1997 el artista urbano Daddy Yankee decide nombrar su estudio de grabación como El Cartel, ya que muchos colegas del género iban a grabar ahí y no sabían como llamarlo. Un año antes firma una alianza con el productor Manolo Guatauba para la distribución de sus discos. Trabajos como El Cartel: Los Intocables, Gritos de Guerra, Tierra de Nadie, etc. lograron posicionar a estos 2 emprendedores del movimiento. En el año 1997 el fundador del reguetón DJ Playero crea una alianza con Stan, un productor underground de Estados Unidos, muy influyente en el mundo del rap, para producir un álbum de Rap & Reggae con artistas de ambos ámbitos musicales, logrando unir a grandes exponentes de rap, tales como Busta Rhymes, Fat Joe, Big Punisher y Nas, este último había escuchado música de Daddy Yankee y pidió personalmente grabar con él, pronto saldría la gran canción de rap conciencia titulada The Prophecy.

### 2000-2001: El Cartel Produccions
En 2000 Daddy Yankee quería empezar algo más formal, lanzar álbumes y firmar talentos nuevos por lo que creó su primer sello discográfico El Cartel Produccions que comenzó como subsidiaria de Pina Records. En esta etapa comenzaría a transformarse en algo más comercial y mucho más sexual. Bajo este sello se lanza el primer álbum de Nicky Jam como artista formado.

### 2002-2003: Los Cangris Music Inc.
En el 2002, después del gran éxito que resulta la combinación entre Daddy Yankee y su mejor amigo Nicky Jam, lanzan la nueva cara del cartel: Los Cangris Music Inc. y lanzan varios discos como El Cangri.com, Salón De La Fama & Los Homerun-Es. Tras unos problemas de adicción y desorden por parte de Nicky Jam, Daddy Yankee decide terminar la asociación. Esto los llevaría a distanciarse y guerrear liricalmente.

### 2004-presente, El Cartel Records
En 2004 Daddy Yankee estrena su nueva compañía con su álbum Barrio fino, y empieza con el pie derecho, ya que se convertiría en el álbum más vendido del año a nivel mundial. Su canción La gasolina fue el hit que reinaría y posicionaría a esa compañía en lo más alto de la música, llegando sonar hasta en Japón. A fines de 2005 El Cartel Records se une a G-Unit Records, Star Trak Entertainment y Roc-A-Fella para traer juntes con Lloyd Banks, Young Buck, Pharrell, Snoop Dogg, 50 Cent y N.O.R.E. todos estos logrando ser éxitos rotundo, con esto se logró entrar de lleno en el mercado americano. En el 2007 Daddy Yankee lanza el álbum El Cartel 3: The Big Boss que se convierte en la segunda alianza de Daddy Yankee con la música de Estados Unidos, en este disco colabora con The Black Eyed Peas, Akon & Nicole Scherzinger producido por productores de todo el mundo. En el mismo año su artista Miguelito se consagraría como el artista más joven en ganar un Grammy. En 2008 se estrenó la película Talento de barrio que en América Latina se convirtió en un éxito de taquilla a pesar de no tener un presupuesto muy grande. En ese mismo año, Daddy Yankee decidió firmar a dos productores totalmente desconocidos: Musicólogo & Menes.

## Álbumes

### Mixtapes
- 2010: Gerry Capo - Bastardo: Mixtape
- 2011: Carnal + Los De La Nazza - Carnal (The Mixtape)
- 2012: Los De La Nazza - El Imperio Nazza
- 2012: Los De La Nazza - El Imperio Nazza: Gold Edition
- 2012: Gotay + Los De La Nazza - Imperio Nazza: Gotay Edition
- 2012: J Álvarez + Los De La Nazza - Imperio Nazza: J Álvarez Edition
- 2013: Jowell & Randy + Los De La Nazza - Imperio Nazza: Doxis Edition
- 2013: Farruko + Los De la Nazza: Imperio Nazza: Farruko Edition.
- 2013: Carnal + Los De La Nazza - Carnal: ReenCarnal
- 2013: Daddy Yankee + Los De La Nazza - King Daddy Edition
- 2014: Los De La Nazza - Imperio Nazza: Top Secret Edition

## Discos que nunca salieron
- 2011: Daddy Yankee & Varios - El Cartel 4
- 2011: Musicologo & Menes - Los De La Nazza: Adelantados Al Tiempo
- 2012: Carnal - Mi Sueño
- 2012: Jory + Los De La Nazza - Imperio Nazza: Jory Edition
- 2013: Nicky Jam + Los De La Nazza - Imperio Nazza: Ncky Jam Edition
- 2013: Luny Tunes + Los De La Nazza - Imperio Nazza: Mas Flow Edition
- 2013: Endo + Los De La Nazza - Imperio Nazza: Mambo Edition
- 2014: Daddy Yankee + Nicky Jam + Los De La Nazza - Imperio Nazza: Los Cangris Edition
- 2014: Cosculluela + Los De La Nazza - Imperio Nazza: Coscu Edition
- 2015: Neo Nazza + Los De La Nazza - Imperio Nazza: New Generation
- 2015: Daddy Yankee + Los De La Nazza - King Daddy 2 (KD2)

## Integrantes

### Artistas
- Mulato Boy (1997-presente)
- Daddy Yankee (1997-presente)
- Nicky Jam (1998-2004)
- Tommy Viera (2004-2006)
- Miguelito (2006-2008)
- Gerry Capo (2009-2010)
- Carnal (2011-2012)
- Endo (2011-2014)
- Benny Benni (2011-2017)
- Pinto Piccaso (2011-2015)
- Farruko (2012-2013)
- Pusho (2014-2015)
- Brytiago (2016-2019)
- Dayanara (2017-presente)

### Productores
- Monserrate & DJ Urba (2004-2006)
- Musicólogo & Menes (2007-2014)
- Nexum (2014-2022)
- Oreo Beatz (2014-2015)
- Fenndel (2014-2015)
- OMB (2022)
- JBD (2022)
- Diaz Brothers (2024)